# 衛星コンステレーション

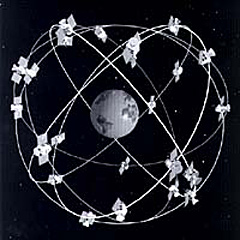
GPS衛星の配置イメージ

衛星コンステレーション（えいせいコンステレーション、英語: Satellite constellation）とは、特定の方式に基づく多数個の人工衛星の一群・システムを指す。個々の衛星はシステム設計された軌道に投入され、協調した動作を行わせ、システムの目的を果たす。コンステレーション（constellation）とは星座（星の配置）のこと。

## 概要
多数の人工衛星を投入するミッションは1970年代までもあったが、衛星を協調動作させるものはほとんど無かった。多数の衛星を協調動作させるための衛星間通信などの技術の開発により行われるようになった。
また、1990年代はソビエト連邦が崩壊して冷戦が終結し、航空宇宙防衛産業が宇宙の商業利用にビジネスチャンスを求めた。さらにロシアや中国・日本もロケットの商用打上げに参入し、競争のため衛星打ち上げ用ロケットの大型化・低コスト化を進めた。これにより、経済的にも現実性が高まった。

## 低軌道衛星コンステレーション

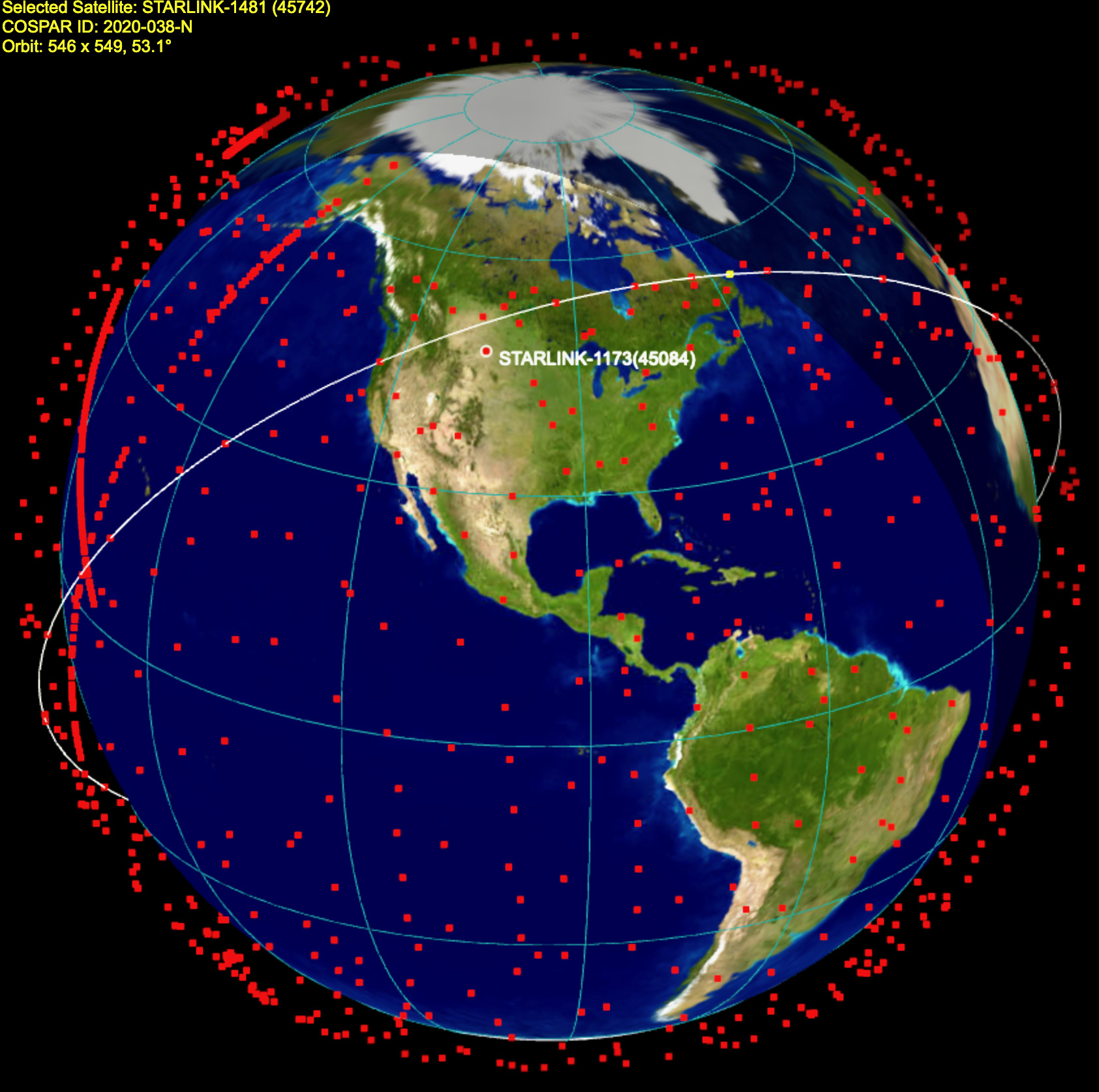
1000機以上の衛星からなるスターリンクの低軌道衛星コンステレーション

低軌道衛星を用いるものは、静止衛星と比較して高緯度の地点でも容易に交信可能で大型の指向性アンテナが不要である。しかし、ひとつの衛星から見渡せる地域は狭くなるため、多数個の衛星を衛星間通信により協調動作させ全地球的な交信を可能にしている。

### 主な用途
- グローバル・ポジショニング・システム（GPS衛星、中軌道）
  - GPSほかの衛星測位システム（GLONASS、Galileo、BDS）
- 通信衛星
  - モルニヤ
- 衛星電話
  - イリジウム、グローバルスター
- 衛星インターネットアクセス
  - ワンウェブ、スターリンク、カイパー
- 複数衛星による同時地球観測
  - A-train